# Barden Beedles berättelser
Barden Beedles berättelser (engelska: The Tales of Beedle the Bard) är en bok med sagor i novellformat för barn, skriven av britten J.K. Rowling och släppt 2007. Den är konstruerad att efterlikna den fiktiva bok med samma namn som nämns i Rowlings bok "Harry Potter och dödsrelikerna", den sista boken i Harry Potter-serien. I denna bok är även en av sagorna, "The Tale of the Three Brothers", med när en av karaktärerna läser den ur boken.
Boken släpptes från början i endast sju exemplar, alla skrivna och illustrerade för hand av Rowling. En av dem såldes på auktion 2007, där den bedömts kunna säljas för  50 000 £ (500 000 SEK), men såldes för  1,95 miljoner £ (20 000 000 SEK) till Amazon.com, vilket var det högsta priset dittills för ett modernt manuskript. Pengarna Rowling fick från auktionen gick till The Children's Voice, en välgörenhetskampanj.
Boken släpptes för allmänna konsumenter den 4 december 2008, och inkomsterna från sålda böcker gick till välgörenhetsföreningen Children's High Level Group. Boken släpptes på svenska år 2017, under titeln Barden Beedles berättelser.